# Steve Anderson
Stephen John Anderson (nascido em 1969 em Southend) é um músico, compositor e produtor musical britânico, cujo trabalho mais conhecido é por colaborar com Kylie Minogue em seus álbuns e suas turnês. Ele também trabalhou em canções e álbuns para muitos artistas como Britney Spears, Westlife, Christophe Willem, Judy Tzuke e Susan Boyle.